# Colony Wars: Red Sun
Colony Wars: Red Sun ist eine actionorientierte Weltraum-Flugsimulation und das dritte Spiel der Colony-Wars-Serie von Psygnosis. Im Gegensatz zu seinen beiden Vorgängerspielen wurde es von einem neuen Team des Studios Leeds entwickelt und im Mai 2000 für die PlayStation veröffentlicht. Die Handlung des Spiels ist etwa zeitgleich zu den Ereignissen in Colony Wars: Vengeance angesiedelt und beschäftigt sich nur am Rande mit der die Serie zuvor prägenden Auseinandersetzung zwischen der Liga der freien Welten und der solaren Navy. Der Spieler übernimmt die Rolle des Söldnerpiloten Alexander Valdemar, der den Spuren einer mysteriösen Alienrasse folgt.

## Handlung
Das Spiel eröffnet einen parallelen, im Gegensatz zum Vorgänger linearen Handlungsstrang zum zweiten Kolonialkrieg zwischen Navy und Liga. Beide Parteien befinden sich zum Zeitpunkt des Spiels, dem Jahr 4670, noch im erbitterten Krieg gegeneinander. Gleichzeitig steht der Jungfernflug der Red Sun bevor, eines neutralen Raumschiffs, das der Menschheit neue Perspektiven im Weltraum eröffnen soll. Sie steht im Zentrum der Handlung von Colony War: Red Sun. Statt weiterhin den Konflikt der beiden menschlichen Gruppierungen zu beleuchten, verfolgt der Spieler die Spuren der geheimnisvollen Alienrasse der Sha’Har.
Das Alter Ego des Spielers, der Minenarbeiter Alexander Lyron Valdemar, folgt dem telepathischen Ruf des mysteriösen „Generals“, der ihn vor einer Bedrohung der gesamten Menschheit durch die Red Sun warnt. Valdemar gibt daraufhin seine Stellung auf und heftet sich an die Fersen der Red Sun. Während er das Schiff verfolgt, verdingt er sich in zahlreichen Nebenmissionen als Söldnerpilot.

## Spielprinzip

Bordzeichen der Red Sun

Das grundlegende Spielprinzip ebenso wie die technische Grundlage der Vorgänger wurde für Red Sun ein weiteres Mal übernommen. Im Gegensatz zu den ersten beiden Teilen gibt es jedoch keine verzweigten Handlungsstränge. In jedem Sonnensystem gibt es stattdessen eine Reihe von Hauptmissionen, die der Spieler erfolgreich abschließen muss. Daneben gibt es eine Reihe von Nebenmissionen, die ihm von vielen Fraktionen des Spiels (Liga, Navy, Aliens, Schmuggler) angetragen werden. Sie sind optional und dienen zur Finanzierung der Ausrüstung des Spielers. Als freier Söldner wird ihm nicht mehr wie in den Vorgängern eine Ausrüstung vorgeschrieben, sondern er kann sie nach eigenen Wünschen zusammenstellen und über Händler erwerben. Dazu zählen neun unterschiedliche Raumschifftypen und 44 unterschiedliche Waffen- und Hilfssysteme (etwa Tarnvorrichtungen, Kühlsysteme usw.). Im Vergleich zum Vorgänger wurde die starke Trennung in Anti-Schutzschirm- und Anti-Rumpf-Waffen aufgebrochen.

## Entwicklung
Colony Wars: Red Sun wurde von einem neuen Designerteam in Psygnosis’ Entwicklungsstudio in Leeds entwickelt, basierend auf dem Entwicklungscode der beiden Vorgängerspiele. Die Entwicklungsarbeiten am dritten Teil begannen Ende 1998. Das ursprüngliche Marketingkonzept sah Red Sun als Brückentitel zwischen Colony Wars: Vengeance und einem möglichen vierten Colony Wars für die PlayStation 2. Dem Team wurde daher lediglich ein knapper Entwicklungszeitraum gewährt.
Gemäß Lead Designer Simon Stratford wurden im Nachgang zu Colony Wars: Vengeance aufgrund von Marktanalysen und Spielerfeedback die eingeschränkten Speichermöglichkeiten und die strenge Unterscheidung zwischen Anti-Schutzschirm- und Anti-Rumpf-Waffen als Hauptkritikpunkte ausgemacht. In einem Postmortem-Bericht des Red-Sun-Programmierers Julian Gold für das Magazin Game Developer nach Veröffentlichung des Spiels bezeichnete dieser zudem die bedrückende Handlung des Vorgängers und die geringe Abwechslung des Missionsdesigns als weitere Änderungswünsche.
Wichtigster Zielmarkt, an dem sich die Designentscheidungen des Teams maßgeblich orientierten, waren Stratfords Aussagen zufolge die USA. Das Team sah sich nach eigenen Angaben jedoch nicht in der Lage, das System der verzweigten Handlungsstränge aus dem Vorgänger zu übertreffen und wollte sich daher auf eine eher persönliche Handlung verlegen. Besonders wichtig waren dem Team mehr Entscheidungsfreiheit für den Spieler. Stratford bezeichnete das Spiel als Spin-off zu beiden vorherigen Serientitel. Als eines der Vorbilder für das Design bezeichnete Stratford die Weltraum-Flug-/Handelssimulation Elite, während sich die Inszenierung an Star Wars zu orientieren versuchte.
Größere Probleme bereitete dem Team laut Gold der alte Programmcode, der nach der Verwendung in drei vorherigen, unter starkem Zeitdruck entwickelten Spielen (Krazy Ivan, Colony Wars 1+2) unter ständiger Modifizierung unter Performanzproblemen litt und von starken Abhängigkeiten geprägt war. Dazu kam, dass das anfänglich auf zwei Personen beschränkte Programmierteam keine Erfahrung mit der Entwicklung für die PlayStation hatte. Das Programmierteam begann damit, den in C geschriebenen Programmcode in C++ umzuwandeln, ihn nach anfänglichem Zögern in großen Teilen neu zu schreiben und modular aufzubauen. Der Renderer, das System zur Kollisionsabfrage und die Gegner-KI wurden neu entwickelt. Die Erstellung der FMV-Sequenzen wurde extern an das Unternehmen Havoc Digital Pictures übertragen. Der Soundtrack des Spiels wurde von Psygnosis’ Komponist Gary McKill in Anlehnung an die 1999 veröffentlichte Star Wars Episode 1 als opulenter klassischer Soundtrack konzipiert und mit dem Midland Symphony Orchestra aufgenommen. Der Gesamtentwicklungszeitraum betrug 14 Monate, das Entwicklungsbudget belief sich auf 2,35 Millionen US-Dollar.

## Rezeption
Colony Wars: Red Sun erhielt von der Fachpresse ebenfalls überwiegend sehr gute Bewertungen, schnitt im Vergleich zu den Vorgängern jedoch am schlechtesten ab (Gamerankings: 84,03 %). Laut dem Spielemagazin MAN!AC sei die Action gelungen, die Story aber weniger gut als in den Vorgängern. Positiv hervorgehoben wurden zudem ein niedrigerer Schwierigkeitsgrad und ein direkteres Fluggefühl.

“Hardcore fans of the series will still like this game, as long as they aren’t too rigid. […] Also, while the ship designs have been better, and the weapons system a little more complex, and the game a little harder in the former two games, Red Sun is strangely a much better all around game.”

„Hardcore-Fans der Serie werden das Spiel immer noch mögen, solange sie nicht zu streng sind. […] Auch wenn in den vorherigen zwei Spielen die Schiffsdesigns besser, die Waffensystem ein wenig komplexer und die Herausforderung ein wenig höher waren, ist Red Sun in seiner Gesamtheit seltsamerweise das bessere Spiel.“

“Thanks to a greater focus on plot development and presentation, Psygnosis delivers with Red Sun what is arguably the best Colony Wars title to date.”

„Dank eines stärkeren Fokus auf die Handlungsentwicklung und Präsentation, liefert Psygnosis mit Red Sun den wahrscheinlich besten Colony-Wars-Titel bislang ab.“

Dem Spiel war trotz guter Wertungen kein großer kommerzieller Erfolg beschieden. Programmierer Gold führte dies neben dem zunehmenden Nischendasein der Weltraum-Flugsimulationen auch auf geringes Marketing seitens des Mutterkonzerns zurück.
2011 zählte Colony Wars: Red Sun zu den drei PlayStation-Spielen, die das Smithsonian American Art Museum für seine Ausstellung The Art of Video Games als Beispiele für die künstlerische Gestaltung von Action-Shootern dieser Konsole vorschlug. Nach öffentlicher Abstimmung unterlag es jedoch gegen Einhänder.